# Apolo Ohno
Apolo Anton Ohno (Seattle (Washington), 22 mei 1982) is een Amerikaanse voormalig shorttracker.

## Carrière
In 1997 werd Ohno op 14-jarige leeftijd de jongste Amerikaans kampioen shorttrack ooit. Een jaar later nam hij deel aan de Olympische Spelen in Nagano, waar hij in de trials strandde. Zijn grote doorbraak zou echter nog komen op de Olympische Spelen van 2002 in Salt Lake City.

### Olympische Winterspelen 2002
Op de 1000 meter gingen in de finale vier van de vijf finalisten onderuit, waaronder Ohno. De enige man die niet viel, Steven Bradbury, won de race en Ohno werd tweede doordat hij snel weer ter been was.
De 1500 meter liep voor Ohno nog beter af. Het was de Zuid-Koreaan Kim Dong-sung die als eerste over de finish kwam, maar vanwege het hinderen van Ohno werd Kim gediskwalificeerd. De als tweede gefinishte Ohno won het goud. De frustratie in Zuid-Korea was groot. In de zomer die volgde speelde het Zuid-Koreaans voetbalelftal (mannen) op het WK voetbal in de pouleronde tegen de VS. Na een 0-1-achterstand voor de Zuid-Koreanen bij rust scoorden ze na rust de gelijkmaker waarna een groot deel van het elftal schaatsbewegingen maakt om de zoete wraak duidelijk te maken.

### Olympische Winterspelen 2006
Tijdens de Olympische Spelen van 2006 in Turijn viel Ohno in de halve finales af op de 1500 meter, de afstand die hij vier jaar eerder won. In de finale van de 500 meter kwam Ohno in het begin op kop, gaf die positie niet meer weg en reed zo naar de gouden plak. In de teamwedstrijd won hij met de Amerikaanse ploeg een bronzen plak.

### Wereldkampioenschappen shorttrack
Ohno deed meerdere malen mee aan wereldkampioenschappen shorttrack. Hij won hierbij elf individuele medailles met als belangrijkste resultaat de wereldtitel overall bij het wereldkampioenschap 2008, in Gangneung, Zuid-Korea.

### Olympische Winterspelen 2010
Ohno won vrij onverwacht zilver op de 1500 meter tijdens de Olympische Spelen van 2010 in Vancouver. In de laatste ronde lagen drie Koreanen op kop, maar in de laatste bocht voor de finish gingen er twee onderuit waardoor Ohno tweede kon worden.

## Na zijn loopbaan
Op 21 en 22 november 2014 werd er in Salt Lake City een shorttrackwedstrijd tussen vier landen (Canada, China, Nederland en de Verenigde Staten) gehouden die de naam Apolo Anton Ohno Invitational droeg.

## Persoonlijke records
| Afstand    | Tijd     | Datum      | Baan      | Land |
| ---------- | -------- | ---------- | --------- | ---- |
| 500 meter  | 41,518   | 10-11-2003 | Calgary   | CAN  |
| 1000 meter | 1.25,837 | 25-10-2003 | Marquette | USA  |
| 1500 meter | 2.11,280 | 23-10-2003 | Marquette | USA  |
| 3000 meter | 4.32,975 | 12-7-2003  | Peking    | CHN  |

## Resultaten
| Jaar | Wereldbeker | WK                                                       | Olympische Spelen             |
| ---- | ----------- | -------------------------------------------------------- | ----------------------------- |
| 1999 |             | Junioren: Klassement: · Senioren: Klassement: 4e · 500m: |                               |
| 2000 |             | Klassement: 9e                                           |                               |
| 2001 | Klassement: | Klassement: · 1000m: · 3000m: · 5000m relay:             |                               |
| 2002 |             |                                                          | 1000m: · 1500m:               |
| 2003 | Klassement: | Klassement: 4e · 3000m:                                  |                               |
| 2004 |             | Klassement: 9e                                           |                               |
| 2005 | Klassement: | Klassement: · 1000m: · 3000m: · 5000m relay:             |                               |
| 2006 |             |                                                          | 500m: · 1000m: · 5000m relay: |
| 2008 |             | Klassement:                                              |                               |
| 2010 |             |                                                          | 1000m: · 1500m:               |